# برایانت (آیووا)
برایانت (به انگلیسی: Bryant) یک منطقهٔ مسکونی در ایالات متحده آمریکا است که در شهرستان کلینتون، آیووا واقع شده‌است. برایانت ۲۴۵٫۰۶ متر بالاتر از سطح دریا واقع شده‌است.